# إدغار وايتهيد
إدغار وايتهيد (بالإنجليزية: Edgar Whitehead) هو سياسي بريطاني (وحمل سابقاً جنسية المملكة المتحدة لبريطانيا العظمى وأيرلندا)، ولد في 8 فبراير 1905 ببرلين في ألمانيا، وتوفي في 22 سبتمبر 1971 في المملكة المتحدة. حزبياً، نشط في United Federal Party ‏. وقد انتخب رئيس وزراء روديسيا ‏.

## روابط خارجية
- إدغار وايتهيد على موقع مونزينجر (الألمانية)